# Федоровський (Новосибірська область)
Федоровський (рос. Фёдоровский) — селище у Сузунському районі Новосибірської області Російської Федерації.
Входить до складу муніципального утворення Шарчінська сільрада. Населення становить 37 осіб (2010).

## Історія
Згідно із законом від 2 червня 2004 року органом місцевого самоврядування є Шарчінська сільрада.

## Населення
| 2002 | 2007 | 2010 |
| ---- | ---- | ---- |
| 73   | ↘60  | ↘37  |